# Айдлвайлд (округ Туларе, Каліфорнія)
Айдлвайлд (англ. Idlewild) — переписна місцевість (CDP) в США, в окрузі Туларе штату Каліфорнія. Населення — 32 особи (2020).

## Географія
Айдлвайлд розташований за координатами 35°48′35″ пн. ш. 118°40′14″ зх. д. / 35.80972° пн. ш. 118.67056° зх. д. (35.809588, -118.670463).  За даними Бюро перепису населення США в 2010 році переписна місцевість мала площу 1,19 км², уся площа — суходіл.

## Демографія
Згідно з переписом 2010 року, у переписній місцевості мешкали 43 особи в 17 домогосподарствах у складі 12 родин. Густота населення становила 36 осіб/км².  Було 36 помешкань (30/км²).
Расовий склад населення:
| - 100,0 % — білих |

До двох чи більше рас належало 0,0 %. Частка іспаномовних становила 0,0 % від усіх жителів.
За віковим діапазоном населення розподілялося таким чином: 14,0 % — особи молодші 18 років, 69,7 % — особи у віці 18—64 років, 16,3 % — особи у віці 65 років та старші. Медіана віку мешканця становила 50,4 року. На 100 осіб жіночої статі у переписній місцевості припадало 87,0 чоловіків;  на 100 жінок у віці від 18 років та старших — 85,0 чоловіків також старших 18 років.
Цивільне працевлаштоване населення становило 11 осіб. Основні галузі зайнятості: будівництво — 45,5 %, виробництво — 27,3 %, освіта, охорона здоров'я та соціальна допомога — 27,3 %.